# Biološka zdravila
Biološka zdravila so zdravila proizvedena s pomočjo tehnik molekulske in celične biologije, ki so po kemijski zgradbi proteini. Najbolj razširjena biološka zdravila so rekombinantni proteini (inzulin, eritropoetin, filgrastim,...). V zadnjem času se vse bolj uveljavlja nova skupina bioloških zdravil: monoklonska protitelesa. Monoklonska protetelesa so uspešna zdravila za zdravljenje raka. Delujejo zelo usmerjeno na rakaste celice, zato imajo zelo malo stranskih učinkov na bolnikovo telo. Delujejo na različne načine, npr. tako, da vplivajo na rastni faktor rakaste celice in s tem ustavijo njeno rast ali pa uničujejo kapilare za prehrano celice in jo s tem ubijejo (dva primera zdravil za rak debelega čreva in danke s komercialnima imenoma Erbitux in Avastin).
Tudi za ostale oblike raka so že razvita ali pa se pospešeno razvijajo taka zdravila, ki pa imajo žal eno veliko pomanjkljivost: zaradi dolgotrajnega razvoja so zelo draga (terapija za enega pacienta stane tudi do 30.000 €) in zato vsa še niso dostopna vsem pacientom.

## Razvrstitev
Biološka zdravila lahko razdelimo na:
- tradicionalna biološka zdravila, pridobljena s klasičnimi biotehnološkimi postopki (npr. antibiotiki, steroidi[1]) ali izolirana iz rastlin, živali ali človeške krvi,[2]
- sodobna biotehnološka zdravila, pridobljena z metodami rekombinantne DNK, moderne celične biologije in usmerjene kemijske sinteze.[2] Mednje spadajo monoklonska protitelesa, analogi receptorjev in  majhne (himerne) molekule, ki se vežejo ali posnemajo tarčne molekule) in delujejo na ključnih mestih razvoja različnih bolezni, ki so povezane z imunskim sistemom ali rakavo spremenjenim celicam.[3]

## Indikacije
Biološka zdravila pokrivajo zelo širok spekter možnosti uporabe pri zdravljenju različnih bolezni. Najpogosteje se uporabljajo za zdravljenje bolezni po predhodnem standardnem zdravljenju, ki je bilo neuspešno, ali kot nadomestna terapija za zdravljenje bolezni zaradi pomanjkanja katere koli človeku lastne beljakovine. Čedalje več se uporabljajo za zdravljenje in upočasnitev napredovanja 
rakavih bolezni. Trenutno obstaja več kot 20 bioloških zdravil, ki neposredno zmanjšujejo napredovanje rakavih obolenj oziroma pomagajo 
drugim načinom zdravljenja pri premagovanju raka. 
Biološka zdravila se uporabljajo za naslednje skupine bolezni:
- rakave bolezni
  - alemtuzumab (B-celična kronična limfatična levkemija, T-celična prolimfatična levkemija, ne-Hodgkinov limfom)
  - rituksimab (ne-Hodgkinov limfom, B-celična kronična limfatična levkemija)
  - ibritumomab tiuksetan (ne-Hodgkinov limfom)
  - tositumomab (ne-Hodgkinov limfom)
  - gemtuzumab ozogamicin (akutna mieloična levkemija)
  - bevacizumab (rak debelega črevesa, rak dojke, nedrobnocelični pljučni karcinom)
  - cetuksimab (rak debelega črevesa, rak glave in vratu)
  - panitumumab (rak debelega črevesa)
  - trastuzumab (rak dojke)
- presnovne bolezni (npr. sladkorna bolezen)
- kronične vnetne bolezni (npr. revmatoidni artritis)
  - infliksimab (revmatoidni artritis, ankilozirajoči spondilitis, psoriatični artritis, Crohnova bolezen, ulcerozni kolitis)
  - etanercept (revmatoidni artritis, juvenilni idiopatski artritis, ankilozirajoči spondilitis, psoriatični artritis, luskavica s plaki)
  - rituksimab (revmatoidni artritis)
  - golimumab (revmatoidni artritis, ankilozirajoči spondilitis)
  - certolizumab (Crohnova bolezen)
  - tocilizumab (revmatoidni artritis)
  - anakinra (revmatoidni artritis)
  - abatacept (revmatoidni artritis, juvenilni idiopatski artritis)
  - rilonacept (periodični sindrom, povezan s kriopirinom; familiarni hladni avtovnetni sindrom; Muckle-Wellsov sindrom)
  - natalizumab (Crohnova bolezen)
- kožne bolezni (npr. luskavica)
  - alefacept (luskavica s plaki)
  - ustekinumab (luskavica; artritis, povezan z luskavico)
- druge avtoimune bolezni
- bolezni dihal
  - omalizumab (astma, alergični rinitis)
- srčno-žilne bolezni
  - abciksimab (akutni koronarni sindrom)
- motnje v rasti
- okužbe
- živčno-mišične bolezni (npr. multipla skleroza)
  - natalizumab (multipla skleroza)
- pomoč pri presaditvi organov
  - alemtuzumab (krvotvornih matičnih celic, bolezen presadka proti gostitelju)
  - basiliksimab (presaditev ledvice, bolezen presadka proti gostitelju)
  - muromonab (presaditev čvrstih organov)